# Billy Hatcher and the Giant Egg
Billy Hatcher and the Giant Egg (ジャイアントエッグ～ビリー・ハッチャーの大冒険～?, Jaianto Eggu: Birī Hatchā no Daibōken) è un videogioco a piattaforme sviluppato da Sonic Team e pubblicato nel 2003 da SEGA per Nintendo GameCube. Prodotto da Yūji Naka, il gioco ha ricevuto una conversione per personal computer distribuita solamente in Europa.

## Modalità di gioco
Billy Hatcher and the Giant Egg è un platform tridimensionale. Il gameplay del gioco consiste nel controllare delle uova giganti attraverso sei scenari, risolvendo alcune missioni che includono la ricerca di uno dei Saggi Polli nel livello, l'eliminazione di un certo numero di nemici o la raccolta di oggetti o monete entro un certo lasso di tempo.
Il titolo è compatibile con il Game Boy Advance, dando la possibilità di trasferire sulla console portatile Nintendo alcuni minigiochi basati su ChuChu Rocket!, Nights into Dreams... e Puyo Puyo.